# Brexit Standard
Brexit Standard – polski miesięcznik informacyjno-publicystyczny wydawany w Wielkiej Brytanii. Ukazuje się od stycznia 2018. Dystrybucją obejmuje Wielką Brytanię oraz Polskę. Redakcja Brexit Standard znajduje się w Londynie.
Pierwszy numer w nakładzie 10 tys. egzemplarzy i objętości 16 stron w formacie 280 x 410 mm ukazał się w styczniu 2018. Siódmy numer posiadał 20 stron, a jedenasty – 24 strony. Zwiększał się także zasięg dystrybucji miesięcznika. Na początku trafiał do kilkudziesięciu firm w Polsce i około 20 punktów dystrybucyjnych w Wielkiej Brytanii. Pod koniec 2018 było to ponad 500 firm w Polsce i około 150 w Wielkiej Brytanii.
Brexit Standard skierowany jest głównie do Polaków mieszkających w Wielkiej Brytanii oraz pracowników polskich firm z branży transportowej i logistycznej, zajmujących się przewożeniem towarów do Wielkiej Brytanii. Podejmuje zagadnienia związane z polityką, w tym przede wszystkim z Brexitem, a także biznesem i transportem pomiędzy Polską a Wielką Brytanią.
Brexit Standard publikuje materiały o charakterze publicystycznym, analitycznym, reportażowym, poradnikowym oraz informacyjnym, zarówno poprzez opisywanie bieżących wydarzeń, jak i w publikacjach przekrojowych. Jego zawartość jest uporządkowana według działów: Wiadomości, Opinie, Analizy, Raporty i Rozrywka.
Brexit Standard przekazuje informacje i uczestniczy w życiu polskiej społeczności w Wielkiej Brytanii. Jest patronem medialnym oraz organizatorem imprez o charakterze kulturalno-społecznym tj. koncertów, festiwali czy imprez charytatywnych.